# Aralia houheensis
Aralia houheensis är en araliaväxtart som beskrevs av W.X.Wang, W.Y.Guo och Y.S.Fu. Aralia houheensis ingår i släktet Aralia och familjen Araliaceae. Inga underarter finns listade.